# Piet Piraat en het zwaard van Zilvertand
Piet Piraat en het Zwaard van Zilvertand is de derde bioscoopfilm van Piet Piraat. De film is geregisseerd door Bart Van Leemputten. De première van de film in België was op 10 december 2008 en in Nederland op 17 december.

## Verhaal
Piet Piraat heeft in zijn piratenleven nog geen één schat gevonden. Hierdoor voelt hij zich geen echte piraat. Tijdens hun reis vinden Piet en zijn vrienden een eiland dat niet op hun kaarten staat. Het eiland blijkt in handen te zijn van Kapitein Eksteroog die samen met zijn bemanning, bestaande uit kinderen, op zoek is naar een legendarische schat op het eiland.

## Rolverdeling
| Acteur                  | Personage          |
| ----------------------- | ------------------ |
| Peter Van De Velde      | Piet Piraat        |
| Dirk Bosschaert         | Berend Brokkenpap  |
| Anke Helsen             | Stien Struis       |
| Dirk Van Vooren         | Steven Stil        |
| Peter Faber             | Kapitein Eksteroog |
| Florent Veldeman        | Reus               |
| Charlotte Dommershausen | Lien               |
| Sterre Hubrechtsen      | Saartje            |
| Bas Swerts              | Billy Bol          |
| Ellen Van Gelder        | Mien               |
| Felix Meyer             | Tim                |